# 1091
Évszázadok: 10. század – 11. század – 12. század
Évtizedek: 1040-es évek – 1050-es évek – 1060-as évek – 1070-es évek – 1080-as évek – 1090-es évek – 1100-as évek – 1110-es évek – 1120-as évek – 1130-as évek – 1140-es évek
Évek: 1086 – 1087 – 1088 – 1089 –  1090 – 1091 – 1092 – 1093 – 1094 – 1095 – 1096

## Események
- Szent László átkel a Száván és Horvátországot a dalmát határig meghódítja. Az országot vármegyékre osztja és élére unokaöccsét Álmos herceget teszi meg. Horvátország meghódításakor a magyar király azonban szembekerül a bizánci császárral, aki a kunokat az ország megtámadására bírja.[1]
- Kapolcs kun vezér betör Erdélybe, majd Biharba. Szent László király a kunokat előbb a Temes mellett, majd a fősereget Orsovánál megveri.
- Szent László király horvátországi hódításai miatt ellentétbe kerül II. Orbán pápával, ezért az év végén szövetséget köt IV. Henrik német-római császárral.[1]
- Henrik herceg I. Vilmos angol király fia a trón megszerzése érdekében fellázad fivére, II. Vilmos angol király ellen, de a lázadás elbukik.
- A normannok I. Roger gróf vezetésével elfoglalják Szicíliát és Máltát a mohamedánoktól.
- Az Almoravidák serege elfoglalja Sevillát véget vetve az Abbászidák uralmának.
- A londoni hidat vihar sodorja el.
- Cardiff várának építése.